# Makita (Otepää)
Makita – wieś położona w estońskiej gminie Otepää.
Według spisu ludności z 2021 roku wieś Makita miała 27 mieszkańców.

## Kultura

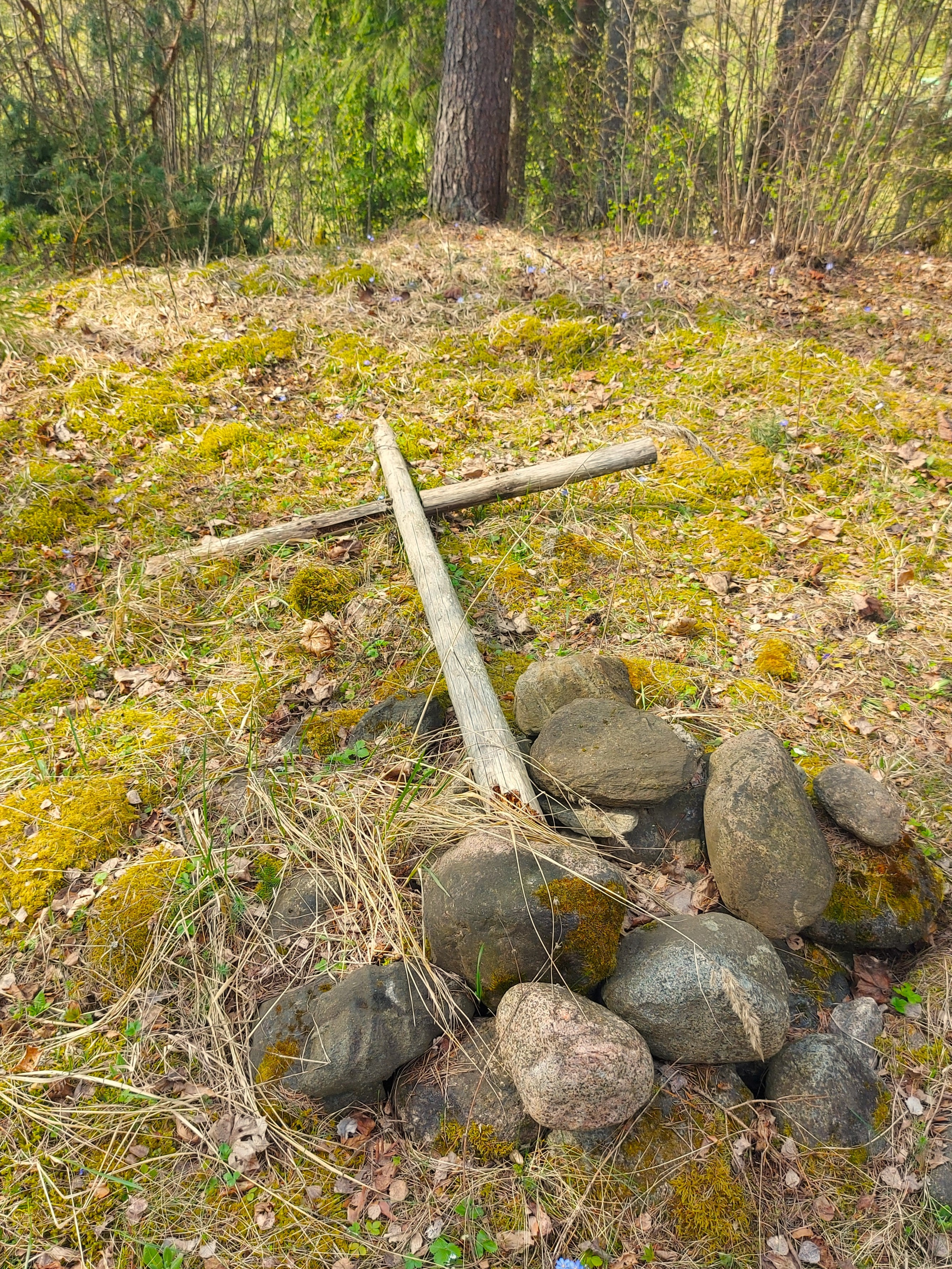
Pozostałości cmentarza

Na terenie wsi znajduje się cmentarz funkcjonujący od XIV do XVII wieku.